# 西川章久
西川 章久（にしかわ あきひさ、1949年10月13日 - ）は、日本のフリーアナウンサー、元北陸放送（MRO）アナウンサー。

## 人物
石川県立金沢錦丘高等学校から関西外国語大学を卒業後、1972年4月に地元のMROへ入社。同期は辰巳平一、高校の同級生でもある矢田富郎（記者職）、三須啓子。
番組や社内（自他ともに）では「しょうきゅう（さん）」と呼ばれているため本名であると思っている人が多いが、正しい読み方は「あきひさ」。これは社内に「西川」姓の人物が複数おり、「西川アキラ（漢字不明）」もいたため、区別するために名前を音読みしたものである。
入社以来スポーツ中継を担当することが多く、ジャンルも野球、相撲、マラソン、ゴルフ、ラグビーなど多岐に渡る。
趣味は鉄道（父親が市電の運転士）、鉄道模型、落語、映画、推理小説。
2014年10月限りで北陸放送を退社。現在は、MROラジオにパーソナリティーとして出演している。

## 現在の担当・出演番組
ラジオ
- 竜香の人生相談（月曜 13:00 - 16:20）
- おいね★どいね (火曜 13:00 - 16:00）

## 過去の担当・出演番組
テレビ
- ニューイヤー駅伝 - 中継所担当
- ミズノオープンゴルフトーナメント（現・全英への道 ミズノオープン） - ホール担当
- 高等学校相撲金沢大会 - 中継担当
- 北陸放送開局40周年記念番組　激動の地方史 - ナレーション担当
- あなたのAスタ ぷらす1
- MROスペシャル ひえづくりのやわらか時間（2014年4月29日）- ナレーション担当
- 石川トヨタHAATグループスポーツスペシャル　金沢マラソン2017（2017年10月29日）
- 石川トヨタHAATグループスポーツスペシャル　金沢マラソン2018（2018年10月28日）

ラジオ
- MRO歌謡情報
- 集まれC&C（ - 1977年）
- 日本列島ここが真ん中
- 石川名物!GOGOは本多町3丁目（月 - 水曜）
- げつきんワイド!おいね★どいね（月曜）
- 翔んでDoDoあむあむワイド
- ジャパニーズグラフィティ　我ら青春のフィフティーズ
- MROショッピングスペシャル「おいね☆こうてまぁ!」
- あさ☀ダッシュ![注釈 2]

## 受賞歴
飛び出せ!全国DJ諸君
- 1978年（昭和53年） - 敢闘賞
- 1980年（昭和55年） - 優秀賞

アノンシスト賞
- 1986年（昭和61年） - ラジオCM部門 - 優秀賞（寺井・トリイ酒店）
- 1993年（平成5年） - ラジオCM部門 - 優秀賞（ハイ!こちら営業部の山田です）
- 2005年（平成17年） - 朗読・ナレーション部門 - 優秀賞（鏡花の時間）